# V Corps (United States Army)
Il V Corps (Fifth Corps) —soprannominato  il Victory Corps— è un  corpo d'armata dello United States Army. Il suo quartier generale è a Campbell Barracks, Germania.

## Sinossi storica
Costituito nel 1862, il V Corps si distinse particolarmente nella Guerra civile americana. Fu successivamente impegnato nella Guerra ispano-americana, nella Grande guerra, nella seconda guerra mondiale, nella Guerra fredda e più di recente nella Guerra in Iraq.

## Dati generali di forza attuale

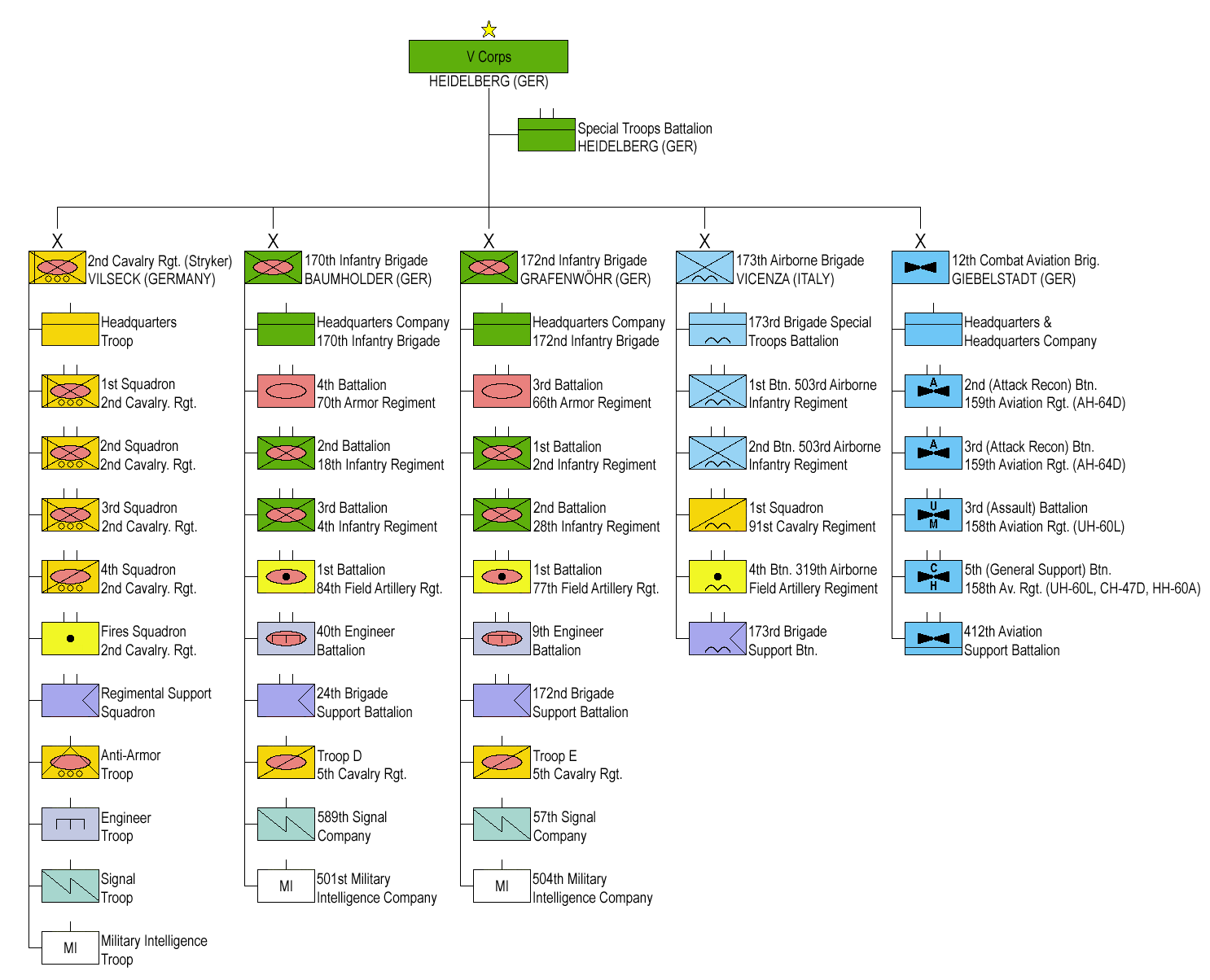
Organigramma

Il V Corps dispone di 24 000 effettivi, e consiste di due brigate pesanti, un reggimento di cavalleria blindata (dotato di veicoli Stryker), una avio-trasportata (di stanza a Vicenza) ed una di aviazione.

## Unità minori dipendenti
V Corps
- 2nd Stryker Cavalry Regiment
- 12th Combat Aviation Brigade
- 170th Infantry Brigade
- 172nd Infantry Brigade
- 173rd Airborne Brigade Combat Team